# Friedrich Karl Kasimir von Creutz
Friedrich Karl Kasimir von Creutz (* 24. November 1724 in Homburg vor der Höhe; † 6. September 1770, ebenda) war ein deutscher Dichter, Philosoph, Publizist und Politiker.

## Herkunft und Ausbildung
Creutz war der Sohn des Freiherrn von Creutz und der M. Kath. Elis. († 1724?, Pfarrerstochter aus Uhrweiler im Elsass). Creutz, eigentlich Johann Christian Würth von Mackau, ab 1727 dann Freiherr von Creutz und Herr zu Würth (1682–1732) war graue Eminenz der Adelshäuser, Alchemist und Betrüger. Er war Vertrauter des an Alchemie stark interessierten Landgrafen Ernst Ludwig von Hessen-Darmstadt. Ab etwa wurde 1715 Creutz engster Berater von Landgraf Friedrich III. in Homburg, den er zur Wiederaufnahme der Schürfung einer angeblichen Goldgrube animierte. Laboratorien und Wohnung hatte er in der Holzhausen Oede vor den Toren von Frankfurt am Main. Dieses abgelegene Areal war zuvor seit 1663 zum Gerben genutzt worden und die damit verbundene erhebliche Geruchsbelästigung hielt Neugierige fern. Finanziert wurde dies durch die wohlhabende Frankfurter Patrizierfamilie Holzhausen.
Taufpate von Friedrich Karl Kasimir von Creutz war Landgraf Kasimir Wilhelm (1690–1726), der Bruder des Landgrafen Friedrich III. und Vater des Landgrafen Friedrich IV. Creutz lebte im späteren Sinclair-Haus und wurde mit seinen beiden älteren Brüdern von Hofmeistern erzogen. Da der Vater schon 1732 verstarb verloren die Söhne offenbar auch dessen Einkünfte. Auch der Rektor der Homburger Schule, der den jungen Casimir weiterhin unterrichtete, starb bald. Seine rechts- und staatswissenschaftliche Bildung erarbeitete Creutz sich daher autodidaktisch. Sein neuer Landesherr Friedrich IV. wünschte, dass Creutz die Universität besuche, aber Creutz zog es vor im Staatsdienst zu arbeiten.

## Leben
1746 wurde er von Friedrich IV. zum Hofrat ernannt. Schon Johann Jacob Moser und Geheimrat von Kalm hatten versucht die Homburger Finanzen zu sanieren, aber die Misswirtschaft, die unter Friedrich III. bereits zur Bildung einer kaiserlichen Debitkommission geführt hatte, ließ sich nicht beheben. Mit 27 Jahren zum Staatsrat befördert, wurde Creutz von der vormundschaftlichen Regierung für Friedrich V. als Erster Minister berufen. Schon 1747 hatte die ältere Linie Hessen-Darmstadt versucht Hessen-Homburg zurückzugewinnen. 1751 rückten wieder Darmstädter Truppen in Homburg ein und Landgraf Ludwig VIII. beanspruchte die Vormundschaft für Friedrich V. Von Creutz kämpfte, führte Prozesse und lancierte Beschwerden beim Reichshofrat. 1754 schließlich erhob er bei Kaiser Franz I. Klage wegen Landfriedensbruch. 1755 wurde er von Hessen-Darmstadt für eineinhalb Jahre in Gießen inhaftiert.
1756 zum Geheimrat und kaiserlichen Reichshofrat befördert gelang Creutz 1766 endlich der Durchbruch: Mit der noch von ihm durchgefochtenen frühzeitigen Mündigkeit trat Friedrich V. am 22. März 1766 die Regierung der Landgrafschaft an. Um den Querelen mit den Darmstädter Vettern ein Ende zu setzen, war zuvor die sogenannte „Vergleichspunktuation“ – ein Verzicht Hessen-Darmstadts auf die Hoheitsrechte über Hessen-Homburg – unterzeichnet worden. In diesem Vertrag erhielt das Ländchen zwar eine weitgehende innere Souveränität, Hessen-Darmstadt behielt sich nur die Beziehung zu Kaiser und Reich vor. Es vertrat Hessen-Homburg auf Reichs- und Kreistagen und erhob die Reichs- und Kreissteuern auch für Homburg. Friedrich vermählte sich in einer dynastischen und diplomatischen Ehe am 27. September 1768 mit Karoline von Hessen-Darmstadt (1746–1821/Tochter des Landgrafen Ludwig IX. von Hessen-Darmstadt und Henriette Karoline von Pfalz-Zweibrücken, der großen Landgräfin). Diplomatische Missionen in Berlin, Wien und am kurpfälzischen Hof folgten. Creutz litt schon lange an Überarbeitung, an der er letzten Endes in Anwesenheit seines Landesherrn und einstigen Schützlings Friedrich V. 1770 verstarb.
Seit 1762 war er auswärtiges Mitglied der Bayerischen Akademie der Wissenschaften.

## Schriften
Neben Gedichten, Oden und Huldigungen verfasste Creutz auch psychologische und philosophische Schriften. Sein Versuch über die Seele von 1754 orientiert sich an Christian Wolff und versucht deren Präexistenz und Unsterblichkeit nachzuweisen. Auch sein Disput mit dem Philosophen Christian Heinrich Hase bewegt sich in dieselbe Richtung.
- Den Tod Seines Großmüthigsten Fürsten besinget Freyherr von Creuz, Fürstlich-Hessenhomburgischer würklicher Cammerjunker und Hofrath (1746)
- Oden und andere Gedichte (1750)
- Unpartheyische Untersuchung der Frage: ob ein regierender Herr, nach der Kayserlichen Wahl-Capitulation und anderen Reichs-Constitutionen, befugt sey sich selbst und aus eigener Macht bey der Landes-Hoheit, welche derselbe in eines abgetheilt- oder abgefundenen Herrns Land zu besitzen behauptet, zu schützen und sich in den Besitz, diesen aber aus dem Besitz einer ihm strittig gemachten Gerechtsame zu setzen? (1750)
- Oden und andere Gedichte (1752)
- Versuch über die Seele (1754)
- Seneca (1754)
- Die Gräber (1760)
- Versuch einer pragmatischen Geschichte von der merkwürdigen Zusammenkunft des teutschen Nationalgeistes und der politischen Kleinigkeiten Auf dem Römer in Frankfurt (1766)
- Der wahre Geist der Gesäze (1766)
- Neue Politische Kleinigkeiten (1767)
- Patriotische Beherzigung des berüchtigten Herrn und Dieners (1767)
- Die Reliquien unter moralischer Quarantaine (1767)
- Friederich Carl Casimirs von Creuz Oden und andere Gedichte (1769)

Alle Werke bis auf die Gemeinschaftsarbeit mit J. F. Jungert (L’esprit de la legislation, London 1769) erschienen beim Frankfurter Buchhändler und Verleger Franz Varrentrapp (1706–1786)